# Cows and Cuddles
Cow and Cuddles (lett. Mucche e coccole) è un cortometraggio del 1921 diretto da Tal Ordell.
Il cortometraggio segna il debutto alla regia di Tal Ordell, che successivamente realizzò il classico The Kid Stakes.
Degno di nota le difficoltà incontrate nella distribuzione di questo film.